# Ashtāpada
| Começo de um tabuleiro de xadrez. | a          | b | c | d          | e          | f | g | h          |                             |
| 8                                 | cruz em a8 |   |   | cruz em d8 | cruz em e8 |   |   | cruz em h8 | 8                           |
| 7                                 |            |   |   |            |            |   |   |            | 7                           |
| 6                                 |            |   |   |            |            |   |   |            | 6                           |
| 5                                 | cruz em a5 |   |   | cruz em d5 | cruz em e5 |   |   | cruz em h5 | 5                           |
| 4                                 | cruz em a4 |   |   | cruz em d4 | cruz em e4 |   |   | cruz em h4 | 4                           |
| 3                                 |            |   |   |            |            |   |   |            | 3                           |
| 2                                 |            |   |   |            |            |   |   |            | 2                           |
| 1                                 | cruz em a1 |   |   | cruz em d1 | cruz em e1 |   |   | cruz em h1 | 1                           |
|                                   | a          | b | c | d          | e          | f | g | h          | Fim do tabuleiro de xadrez. |

O Ashtāpada é um jogo de tabuleiro indiano conhecido por seu tabuleiro ter sido empregado nas primeiras versões do xadrez, notoriamente o Chaturanga que surgiu por volta do século VI na Índia. Podia ser jogado por dois até quatro participantes e utilizava dados para determinar a quantidade de casas  a serem movimentadas. A palavra Ashtāpada provém do sânscrito, e teve seu significado estabelecido por Patañjali no livro Mahābhāshya escrito no século II, como um tabuleiro em que cada linha tem oito quadrados sendo o termo um objeto familiar. O jogo chegou a ser condenado no trabalho Brâmane Sutrakrilānga.

## Regras
O tabuleiro é dividido semelhante ao tabuleiro de xadrez embora seja monocromático e possua marcações especiais denominadas "castelos" onde as peças de corrida ficam a salvo de serem capturadas ou retiradas do jogo ao cruzarem com uma adversária. Cada jogador recebe um número par de peças para jogar e o objetivo do jogo é fazer sua peça contornar o tabuleiro no sentido horário, entrando pelo castelo, e ao atingir novamente seu castelo retornar no sentido anti-horário de modo a fazê-la alcançar o centro. O jogo possui uma variante jogada num tabuleiro com 10x10 denominada Dasapada.